# Dirty South
Dragan Roganović (* 15. listopadu 1978, Bělehrad, Jugoslávie), více známý jako Dirty South, je srbsko-australský DJ, remixer a hudební producent, žijící v Melbourne. V roce 2004 začal oficiálně produkovat hudbu jako Dirty South. Byl dvakrát nominován na cenu Grammy v kategorii nejlepších nahraných remixů (Best Remixed Recording, Non-classical), nejprve v roce 2008 společně s Ryanem Raddonem (Kaskade) a remixem „Sorry“, poté v roce 2011 s Axelem Hedforsem (Axwell) a remixem „Sweet Disposition“. V letech 2005 a 2006 byl nominován na cenu Aria v kategorii nejlepších alb taneční hudby (Best Dance Release) se svými EP alby Dirty South EP, respektive Sleazy.

## Diskografie

### Alba
- 2013 – Speed of Life

### Singly / EP
- 2005 – Sleazy
- 2006 – Dirty South EP
- 2007 – Everybody Freakin' (feat. MYNC Project)
- 2007 – Let It Go (feat. Rudy)
- 2007 – Minority
- 2008 – Better Day (feat. Paul Harris & Rudy)
- 2008 – D10
- 2008 – Shield (feat. D Ramirez)
- 2008 – The End (sample The Doors)
- 2009 – Open Your Heart (feat. Axwell)
- 2009 – Alamo
- 2009 – We Are (feat. Rudy)
- 2009 – Meich (feat. Sebastian Ingrosso)
- 2009 – How Soon Is Now (feat. David Guetta, Sebastian Ingrosso, Julie McKnight)
- 2010 – Stopover (s Markem Knightem)
- 2010 – Phazing (feat. Rudy)
- 2011 – Alive (with Thomas Gold) (feat. Kate Elsworth)
- 2011 – Walking Alone (s Those Usual Suspects a Erikem Hechtem)
- 2012 – Eyes Wide Open (s Thomasem Goldem a Kate Elsworth)
- 2012 – City of Dreams (s Alesso a Rubenem Hazem)
- 2012 – Rift (s Michaelem Brunem)
- 2013 – Halo (s Deniz Koyu)
- 2013 – Champions
- 2014 – Unbreakable (feat. Sam Martin)
- 2015 – Find A Way (feat. Rudy)
- 2016 – All Of Us (feat. ANIMA!)
- 2016 – Just Dream (feat. Rudy)